# بسكال فيران
بسكال فيران (بالفرنسية: Pascale Ferran)‏ (و. 1960  م) هي مخرجة أفلام، وكاتبة سيناريو، وممثلة صوت فرنسية، ولدت في باريس.

## التعليم
تعلمت في المعهد العالي للدراسات السينمائية
.

## جوائز وترشيحات
حصلت على جوائز منها:
- جائزة سيزار لأفضل فيلم، عن عمل: Lady Chatterley (film) [الإنجليزية]‏ (2007)
- جائزة سيزار لأفضل نص مقتبس، عن عمل: Lady Chatterley (film) [الإنجليزية]‏ (2007)
- جائزة لويس ديلوك  [لغات أخرى]‏، عن عمل: Lady Chatterley (film) [الإنجليزية]‏ (2006)

ترشحت لـ:
- Independent Spirit Award for Best International Film [الإنجليزية]‏، عن عمل: Lady Chatterley (film) [الإنجليزية]‏ (2008)
- جائزة سيزار لأفضل مخرج، عن عمل: Lady Chatterley (film) [الإنجليزية]‏ (2007)
- جائزة سيزار لأفضل فيلم، عن عمل: Lady Chatterley (film) [الإنجليزية]‏ (2007)
- جائزة سيزار لأفضل نص مقتبس، عن عمل: Lady Chatterley (film) [الإنجليزية]‏ (2007)
- César Award for Best First Film [الإنجليزية]‏، عن عمل: Coming to Terms with the Dead [الإنجليزية]‏ (1995).

## وصلات خارجية
- بسكال فيران على موقع IMDb (الإنجليزية)
- بسكال فيران على موقع قاعدة بيانات الأفلام العربية
- بسكال فيران على موقع ألو سيني (الفرنسية)
- بسكال فيران على موقع أول موفي (الإنجليزية)
- بسكال فيران على موقع قاعدة بيانات الأفلام السويدية (السويدية)
- بسكال فيران على موقع قاعدة بيانات الفيلم (الإنجليزية)
- بسكال فيران على موقع كينوبويسك (الروسية)